# Your Interactive Pet Dinosaur
Your Interactive Pet Dinosaur is een computerspel voor het platform Microsoft Windows. Het spel werd uitgebracht in 1997. 